# Henri Ier de Rodez
Pour les articles homonymes, voir Henri et Henri Ier.
Henri Ier de Rodez, décédé vers 1222 en Terre sainte, est comte de Rodez et vicomte de Carlat de 1208 à sa mort. 

## Biographie
Henri de Rodez est fils de Hugues II, comte de Rodez et vicomte de Carlat, et de Bertrande d'Amalon.
Il épouse, en 1212, Algayette de Scorailles, dame de Bénavent, Vic et Marmiesse, fille de Gui, seigneur de Scorailles, :
- Guise/Guida de Rodez (v. 1212-v.1266), probablement laînée, épouse le baron Pons de Montlaur, seigneur de Posquières et de Castries[2],[3]
- Hugues IV (1212 † 1274), comte de Rodez (1227-1274).
- Guibert de Rodez, seigneur de Vic, Marmiesse et Scorailles.

En 1219, il part pour la cinquième croisade. Il tombe malade à Acre et rédige en octobre 1221 un codicille à son testament.
Il meurt vers 1222.